# Vasastafetten
Vasastafetten är en löpstafett som ingår i Vasaloppets organisation och Vasaloppets sommarvecka. 10 deltagare i varje lag springer tio sträckor i det 9 mil långa Vasaloppsspåret mellan Berga by till målet i Mora. Löparna springer mellan de klassiska Vasaloppskontrollerna för att sedan växla över till nästa. Vasastafetten har arrangerats varje år sedan 1991 och ingår i Vasaloppets organisation sedan 2008.
Både motionärer, elitmotionärer och elitidrottare deltar. Det finns numera en herrklass, en damklass och en motionsklass. 1991 deltog 29 lag (290 löpare) i Vasastafettens premiärlopp. Som mest har 486 lag kommit till start i loppet (år 2014). Till den nionde upplagan av sommarveckan 2017 var det också premiär för Vasakvartetten, en stafett för fyramannalag.  2019 avgörs Vasastafetten och Vasakvartetten den 17 augusti. 

## Sträckor
- Sträcka 1: Start i Sälen - Smågan (9,2 km)
- Sträcka 2: Smågan - Mångsbodarna (14,3 km)
- Sträcka 3: Mångsbodarna - Risberg (10,8 km)
- Sträcka 4: Risberg - Evertsberg (12,4 km)
- Sträcka 5: Evertsberg - Oxberg (15,0 km)
- Sträcka 6: Oxberg - Gopshus (4,5 km)
- Sträcka 7: Gopshus - Hökberg (4,7 km)
- Sträcka 8: Hökberg - Läde (4,7 km)
- Sträcka 9: Läde - Eldris (5,5 km)
- Sträcka 10: Eldris - Mål i Mora (8,9 km)

Distansen är totalt 90 km.